# Lupenbrille

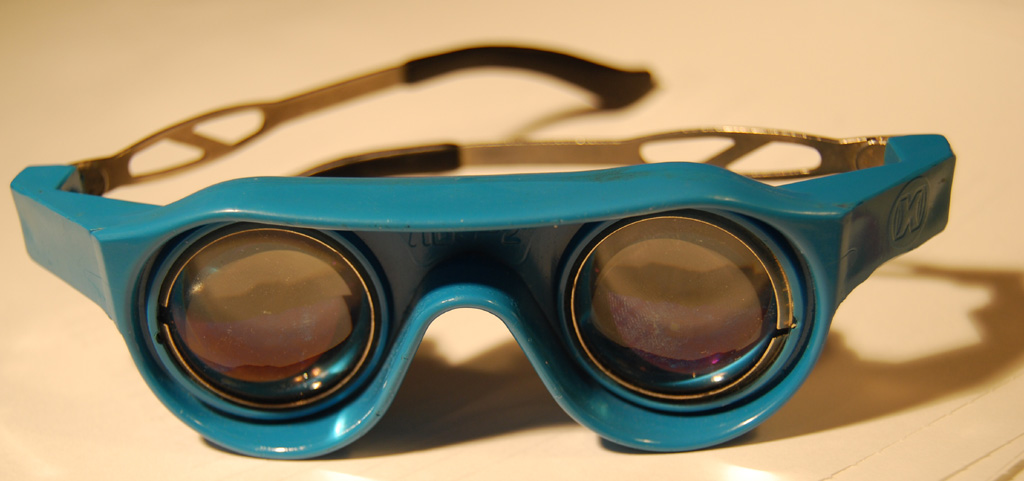
Lupenbrille für den privaten, technischen Einsatz

Eine Lupenbrille ist eine Kombination aus einer Lupe und einer Brille. Lupenbrillen finden ihre Verwendung hauptsächlich im Bereich der Medizin und der Technik. So ist beispielsweise in der Allgemein-, Herz- und Viszeral- oder Augenmuskelchirurgie eine Lupenbrille zur vergrößernden Darstellung des Operationsgebietes für den Operateur von großem Vorteil.
Früher waren Okulare und Brillengestelle oft nachteilig schwer. Heutige Lupenbrillen sind kleiner und leichter und liefern ein scharfes Bild.
Gute Lupenbrillen haben eine möglichst große Schärfentiefe (Arbeitsabstand) und ein möglichst großes Arbeitsfeld.
Das gesamte Arbeitsfeld sollte scharf und klar sein.
Es dürfen zudem keinerlei Verzerrungen und farbliche Veränderungen im Randbereich des Arbeitsfeldes auftreten.
Alle Eigenschaften sind nur durch qualitativ hochwertige optische Systeme zu erreichen. Dabei können die Gläser der Lupenbrille und die Okulare selbst eine entsprechende Korrektur für den Nah- oder Fernbereich aufweisen.